# Ниос
Ниос (на английски и на френски: Nyos) е кратерно езеро в Северозападен регион, Камерун, на около 315 km северозападно от столицата Яунде. Ниос е дълбоко езеро върху склона на неактивен вулкан, част от Камерунската линия.
Джоб с магма лежи под езерото и изпуска въглероден диоксид (CO2) във вода, образувайки въглеродна киселина. Ниос е едно от трите познати експлодиращи езера, които са наситени с въглероден диоксид по този начин (другите са Монун и Киву).
През 1986 г., вероятно в резултат на свлачище, езерото изведнъж изпуска голям облак CO2, който задушава 1746 души и 3500 селскостопански животни в околните градове и села. Макар това да не е първият случай на подобно събитие, това е първото масово задушаване, причинено от естествено явление. За да се предотврати повторна поява, през 2001 г. е инсталирана дегазираща тръба, която изсмуква водата от долните слоеве към върха, позволявайки на въглеродния диоксид да изтича в безопасни количества. През 2011 г. са инсталирани две допълнителни тръби.
В днешно време, езерото все още представлява заплаха, тъй като естествената му стена отслабва. Лек трус би накарал естествената му дига да поддаде и водата да връхлети селата по пътя си чак до Нигерия, като заедно с това се изпуснат големи количества въглероден диоксид.

## География и геология
Ниос се намира във вулканичното поле Оку, разположено близо до северната граница на Камерунската вулканична линия (област с вулкани и тектонска активност, разпростираща се на югозапад до стратовулкана Камерун). Езерото е разположено южно от черния път, свързващ град Ум на запад с град Нкамбе на изток. Близки села са Ча, Ниос, Мунжи, Джингбе и Субум. На 50 km от нигерийската граница на север, езерото се намира върху северния склон на масива Мбам, оттичайки се чрез потоци, част от водосборния басейн на река Бенуе.
Езерото запълва кръгъл маар, кратер, образуван, когато поток лава е срещнал подземни води. Смята се, че той се е образувал след изриване преди най-много 12 000 години. Той е с диаметър 1,8 km и дълбочина 208 m. Областта е вулканично активна в продължение на милиона години, след като Южна Америка и Африка се отделят вследствие тектониката на плочите преди около 110 милиона години. Езерото е заобиколено от застинали потоци лава и пирокластични наноси.
Въпреки че вулканът, в който се намира Ниос, е загаснал, под него все още има магма. Тя се намира в басейн на около 80 km под дъното, който изпуска въглероден диоксид и други газове, които се просмукват нагоре през земята, като накрая достигат водите на езерото и ги насищат с CO2. Самите води на езерото се държат от естествена стена, съставена от магмени скали. В най-тясната си част, тя е широка 45 m и висока 40 m.
Ниос е термално наслоено езеро, със слой топла и по-малко плътна вода на повърхността, която плава върху студена и по-плътна вода на дъното. През повече време езерото е стабилно и CO2 остава във вида на разтвор в по-долния слой. Обаче с течение на времето водата става свръхнаситена и ако настъпи събитие като земетресение или свлачище, голямо количество CO2 може изведнъж да излезе от разтвора.

## Катастрофа от 1986 г.
Въпреки че внезапно обгазяване с CO2 вече се е случило при езерото Монун през 1984 г., подобна заплаха от Ниос не се очаква. Въпреки това, на 21 август 1986 г. настъпва изригване в езерото, което отприщва мигновеното изпускане на 100 – 300 хил. тона CO2. Облакът се издига със скорост 100 km/h и се разлива отвъд северния край на езерото към долината, разпростираща се в посока изток-запад, от Ча до Субум. Тъй като въглеродният диоксид е по-тежък от въздуха, той измества въздуха от долините и задушава 1746 души в радиус от 25 km около езерото, както и 3500 селскостопански животни. Най-засегнати са селата Ча, Ниос и Субум.
Последвалото научно проучване установява, че се е образувал фонтан от вода и пяна с височина 100 m на повърхността на езерото. Голямото количество вода, което се издига изведнъж, води до силна турбуленция във водата, която поражда гигантска вълна, висока поне 25 m, която залива бреговете.
Не е ясно какво е причинило катастрофалното обгазяване. Повечето геолози подозират, че то се дължи на свлачище, но други вярват, че малко вулканично изригване е настъпило в коритото на водоема. Трета хипотеза е, че студен дъжд от едната страна на езерото е довел до преобръщане на водните слоеве. Независимо от причината, резултатът е бързо смесване на свръхнаситените дълбоки води с горните слоеве на езерото, където по-малкото налягане позволява съхранявания въглероден диоксид да се освободи експлозивно.
Смята се, че са се освободили около 1,2 km3 газ. След обгазяването сините води на езерото се оцветяват в тъмночервено, тъй като богатите на желязо води от дълбокия слой се издигат на повърхността и се окисляват от въздуха. Нивото на водата спада с около метър, а много дървета близо до водите му са повалени.

## Дегазация
Мащабът на бедствието от 1986 г. води до множество проучвания относно превенцията на евентуално обгазяване в бъдещето. Оценките на скоростта на навлизане на въглероден диоксид в езерните води сочат, че масови обгазявания са възможни веднъж на няколко десетилетия.
Няколко учени предлагат независимо един от друг инсталирането на дегазиращи колони в езерото, които да изпомпват вода от дъното му, която е наситена с CO2, докато загубата на налягане предизвика изпускане на газ от двуфазния флуид, като така процесът да стане самозахранващ се. През 1992 г. при Монун и през 1995 г. при Ниос френски екип демонстрира приложимостта на този подход. През 2001 г. американска програма финансира дълготрайна инсталация за дегазация в Ниос. През 2011 г. са инсталирани още две тръби, за да се осигури пълната дегазация на Ниос.
След катастрофата учените започват да изследват други африкански езера, за да преценят дали подобно бедствие може да се случи и другаде. Намерено е, че езерото Киву (на границата между Руанда и ДР Конго), което е 2000 пъти по-голямо от Ниос, също е свръхнаситено, а геолозите откриват доказателства за обгазявания около езерото на всеки хилядата години.
Въпреки рисковете, които езерото крие, районът се заселва отново. Заселниците споделят желанието си да се завърнат по земите на предците си, както и да се възползват от плодородната почва.